# Климент Фолан
Климент (на гръцки: Κλήμης, Климис) е гръцки духовник, митрополит на Вселенската патриаршия, автор на богословски трактати.

## Биография
Роден е в Алваниуполи (Елбасан) със светското име Фолан (Φολάν). Замонашва се в светогорския манастир Есфигмен. Завършва Семинарията в Халки и Богословския факултет на Атинския университет. Служи като архидякон и протосингел на митрополит Неофит Деркоски (1865 – 1875).
На 21 януари 1868 година е ръкоположен в Цариград за титулярен клавдиуполски епископ, викарий на Деркоската митрополия. Ръкополагането е извършено от митрополит Агатангел Драмски в съслужение с митрополит Григорий Касандрийски и епископ Неофит Елевтеруполски.
В 1873 година става стагийски епископ. От април 1880 до 1888 година е митрополит на Дринополската и Делвинска епархия в Епир. От 14 март 1888 година е начело на Гревенската епархия. Бори се с румънската пропаганда в Периволи. Умира на 30 ноември 1896 година.